# Гордон, Адам (умер в 1333)
Адам (VII) де Гордон (англ. Adam de Gordon; погиб 19 июля 1333) — шотландский барон, старший сын Адама (VI) де Гордона и Амабиллы. Погиб в битве при Халидон-Хилле.

## Происхождение
Адам происходил из рода Гордонов. Его родовое прозвание произошло от названия одноимённого поселения в Берикшире (Шотландия), которое, в свою очередь, было образовано от слова «Gordin», которое на валлийское языке означает «просторный холм», а на гэльском — «козий холм». По мнению Джеймса Бальфура Пола, автора «The Scots Peerage», существование топонимов с таким же названием во Франции послужило основой для гипотезы о том, что Гордоны имели иностранное происхождение и, прибыв на север, дали поселению имя своего рода. По его мнению вероятнее, что скорее представители рода наоборот получили это родовое прозвание от пожалованных им земель, которые до этого находились во владении графов Данбар.
Первые представители рода документально известны с XII века. Отцом Адама (VII) был Адам (VI) де Гордона (умер около 1328), который сначала был сторонником английских королей Эдуарда I и Эдуарда II, занимая должности смотрителя Восточной Шотландской марки и юстициария Лотиана. Позже сменил сторону конфликта, став одним из доверенных лиц шотландского короля Роберта I Брюса. За свои заслуги перед шотландской короной он получил обширное владение Стратбоги в Абердиншире, которое позже по названию деревни в Берикшире, эти владения получили название Хантли.
Адам VI был женат на Амабилле, происхождение которой неизвестно, в этом браке родилось 4 сыновей и дочь. Наследником его владений стал старший сын, Адам (VII). Ещё один сын, Уильям, является предком Гордонов из Лохинвара; её представители позже получили титул виконтов Кенмур. Младшие же сыновья избрали духовную карьеру.

## Биография
В 1320-е годы Адам участвовал в пограничных набегах на английские владения. Отцу он наследовал, вероятно, около 1328 года, поскольку именно в конце правления Роберта I Брюса подтвердил хартию, ранее выданную его отцом монахам аббатства Мелроз.
В 1333 году в Шотландию вторглась английская армия под командованием короля Эдуарда III. 19 июля она встретилась около холма Халидон-хилл в Берикшире с шотландской армией, которой командовал шотландский регент Джон Рэндольф, граф Морей. Традиционно считается, что в завязавшейся битве Адам де Гордон, сражавшийся в авангарде, был убит. Однако Дж. Пол указывает со ссылкой на «Registrum de Dryburgh», что некий Адам де Гордон фигурирует в качестве свидетеля в недатированной хартии, которая была выпущена после 1333 года, но не позже 1346 года, когда был убит другой свидетель, Роберт III Кейт. По его мнению, этот Адам может быть тем лэрдом Гордоном, который умер в 1251 году.

## Брак и дети
Имя жены Адама неизвестно. Дети:
- Джон (I) де Гордон (умер до февраля 1361), лэрд Гордон[3].